# Send My Love (To Your New Lover)
Send My Love (To Your New Lover) ist ein Lied der britischen Sängerin Adele. Es erschien am 16. Mai 2016 als dritte Singleauskopplung aus ihrem dritten Studioalbum 25.

## Entstehung und Promotion
Das Lied wurde von Adele, Max Martin und Shellback geschrieben, wobei die beiden letzteren auch die Produktion übernahmen. Adele spielte Gitarre und lieferte Backing Vocals.
Der Song war Teil der Setlist von Adeles dritter Konzerttournee Adele Live 2016. Während einiger Konzerte wurde eine akustische Version des Liedes aufgeführt. Sie sang das Lied auch am 25. Juni 2016 in Glastonbury.

## Inhalt
Send My Love (To Your New Lover) ist ein Popsong und einer der wenigen Up-Tempo-Tracks auf dem Album. Der Song ist in der Tonart D-Dur mit einem moderaten Tempo von 82 Schlägen pro Minute komponiert. Textlich ist das Lied eines, in dem es darum geht, einem ehemaligen Liebhaber gegenüber rechtschaffen zu sein. Zu Beginn trauert Adele um das Ende einer vergangenen Beziehung und erzählt von Dingen, die ihr Ex-Liebhaber getan, und die sie als Unrecht empfunden hat. Im Laufe des Liedes verzeiht sie jedoch ihrem Ex-Partner. Während des Refrains des Liedes sendet sie ihm gute Wünsche und Segnungen für seine neue Beziehung: „Sende meine Liebe an deine neue Geliebte / Behandle sie besser“.

## Musikvideo
Das Musikvideo des Songs wurde in London vom amerikanischen Regisseur Patrick Daughters gedreht. Im Laufe des Musikvideos erscheinen mehrere halbtransparente Aufnahmen des gleichzeitig tanzenden Sängers in kaleidoskopischer Form übereinander geschichtet. Die Kamera konzentriert sich durchgehend auf ihre Mimik.

## Kommerzieller Erfolg

### Chartplatzierungen
| ChartsChartplatzierungen       | Höchstplatzierung | Wochen |
| ------------------------------ | ----------------- | ------ |
| Deutschland (GfK)              | 31 (18 Wo.)       | 18     |
| Österreich (Ö3)                | 14 (21 Wo.)       | 21     |
| Schweiz (IFPI)                 | 18 (21 Wo.)       | 21     |
| Vereinigte Staaten (Billboard) | 8 (27 Wo.)        | 27     |
| Vereinigtes Königreich (OCC)   | 5 (23 Wo.)        | 23     |

| ChartsJahrescharts (2016)      | Platzierung |
| ------------------------------ | ----------- |
| Österreich (Ö3)                | 58          |
| Schweiz (IFPI)                 | 77          |
| Vereinigte Staaten (Billboard) | 26          |
| Vereinigtes Königreich (OCC)   | 53          |

### Auszeichnungen für Musikverkäufe
| Land/Region                  | Auszeichnungen für Musikverkäufe (Land/Region, Auszeichnung, Verkäufe) | Verkäufe  |
| ---------------------------- | ---------------------------------------------------------------------- | --------- |
| Australien (ARIA)            | Platin                                                                 | 70.000    |
| Belgien (BRMA)               | Platin                                                                 | 30.000    |
| Brasilien (PMB)              | 2× Diamant                                                             | 500.000   |
| Dänemark (IFPI)              | Platin                                                                 | 90.000    |
| Frankreich (SNEP)            | Gold                                                                   | 100.000   |
| Frankreich (UPFI)            | Gold                                                                   | (100.000) |
| Italien (FIMI)               | Platin                                                                 | 50.000    |
| Kanada (MC)                  | 6× Platin                                                              | 480.000   |
| Mexiko (AMPROFON)            | 3× Platin                                                              | 180.000   |
| Neuseeland (RMNZ)            | 4× Platin                                                              | 120.000   |
| Norwegen (IFPI)              | Platin                                                                 | 60.000    |
| Portugal (AFP)               | Platin                                                                 | 10.000    |
| Spanien (Promusicae)         | Platin                                                                 | 60.000    |
| Vereinigte Staaten (RIAA)    | Platin                                                                 | 1.000.000 |
| Vereinigtes Königreich (BPI) | 3× Platin                                                              | 1.800.000 |
| Insgesamt                    | 2× Gold · 24× Platin · 2× Diamant ·                                    | 4.550.000 |

Hauptartikel: Adele (Sängerin)/Auszeichnungen für Musikverkäufe